# Caupenne
Caupenne – miejscowość i gmina we Francji, w regionie Nowa Akwitania, w departamencie Landy.
Według danych na rok 1990 gminę zamieszkiwało 399 osób, a gęstość zaludnienia wynosiła 26 osób/km² (wśród 2290 gmin Akwitanii Caupenne plasuje się na 792. miejscu pod względem liczby ludności, natomiast pod względem powierzchni na miejscu 741.).